# Roman Gavrilovics Vasziljev
Roman Gavrilovics Vasziljev (oroszul: Роман Гаврилович Васильев, 1913. október 9. – 1991. május 3.) szovjet és jakut politikus, a Jakut Autonóm Szovjet Szocialista Köztársaság Minisztertanácsának elnöke 1953 és 1956 között.

## Pályafutása
1930 és 1937 között egy gyermekszervezet regionális irodájának elnöke, majd egy kommunista gyermekszervezet jakut regionális irodájának alelnöke, a jakutszki regionális Komszomol bizottság politikai oktatási ágazatának vezetője.
1938-ban a jakutszki Komszomol városi bizottságának első titkára, 1939-től 1940-ig az Iszkra újság szerkesztőségének pártpropaganda osztályának vezetője, 1941 és 1943 között a Szovjetunió Kommunista Pártja regionális bizottságának első titkára, 1943-tól 1944-ig az  SZKP jakutszki Területi Bizottság  személyzeti osztályának szektorvezetője, 1944-től a jakutszki Városi Bizottság személyügyi titkára, majd 1948-ig a jakutszki Városi Bizottság személyügyi titkára.
1948-től 1951-ig a Szovjetunió Kommunista Pártja Központi Bizottságának felsőbb pártiskolájának hallgatója, 1951-től 1953 márciusáig az SZKP Városi Bizottságának első titkára Jakutszkban, és 1953 márciusától 1956 áprilisáig a Jakut ASSR Minisztertanácsának elnöke. 1946 és 1948 között a gép-traktor állomás igazgatója, 1958-tól 1963-ig a Jakut SZSZK helyi ipari minisztere, 1963-tól 1965-ig és 1965-től 1974-ig a kerületi tanács végrehajtó bizottságának elnöke.

## Elismerései, díjai
- A Munka Vörös Zászló Érdemrendje (két alkalommal)
- A Méltóság Érdemrendje (a Szovjetunió Becsületérdemrendje)

## Fordítás
- Ez a szócikk részben vagy egészben  a   Roman Wasiljew című lengyel Wikipédia-szócikk ezen változatának fordításán alapul.  Az eredeti cikk szerkesztőit annak laptörténete sorolja fel. Ez a jelzés csupán a megfogalmazás eredetét és a szerzői jogokat jelzi, nem szolgál a cikkben szereplő információk forrásmegjelöléseként.